# Гонсувка (Підкарпатське воєводство)
Гонсувка (пол. Gąsówka) — село в Польщі, у гміні Тарновець Ясельського повіту Підкарпатського воєводства.
Населення — 200 осіб (2011).
У 1975-1998 роках село належало до Кросненського воєводства.

## Демографія
Демографічна структура станом на 31 березня 2011 року:
|          | Загалом | Допрацездатний вік | Працездатний вік | Постпрацездатний вік |
| -------- | ------- | ------------------ | ---------------- | -------------------- |
| Чоловіки | 99      | 24                 | 67               | 8                    |
| Жінки    | 101     | 19                 | 57               | 25                   |
| Разом    | 200     | 43                 | 124              | 33                   |